# Las Mujeres Ya No Lloran
Las Mujeres Ya No Lloran (v překladu do češtiny „Ženy už nepláčou“) je dvanácté studiové album kolumbijské zpěvačky Shakiry. Jeho vydání bylo oznámeno 15. února 2024 a představeno veřejnosti bylo 22. března téhož roku. Jedná se o její první studiové album po sedmi letech, kdy bylo vydáno album El Dorado (2017).

## Pozadí
Las Mujeres Ya No Lloran má za účel zachytit zpěvaččiny poslední roky, především její proměnu po rozchodu s dlouholetým přítelem a otcem společných synů Milana a Sashy, Gerardem Piqué.

## Seznam skladeb
15. února 2024 bylo oznámeno 7 skladeb přítomných v albu, a to 9. až 15. v pořadí. Zbývající skladby byly oznámeny 29. února.
| Pořadí         | Název                                   | Délka |
| -------------- | --------------------------------------- | ----- |
| 1.             | "Puntería"                              | 3:01  |
| 2.             | "La Fuerte"                             | 2:44  |
| 3.             | "Tiempo Sin Verte"                      | 3:16  |
| 4.             | "Cohete"                                | 2:52  |
| 5.             | "(Entre Paréntesis)"                    | 2:48  |
| 6.             | "Cómo Dónde y Cuándo"                   | 2:59  |
| 7.             | "Nassau"                                | 2:36  |
| 8.             | "Última"                                | 2:58  |
| 9.             | "Te Felicito"                           | 2:52  |
| 10.            | "Monotonía"                             | 2:41  |
| 11.            | "Shakira: Bzrp Music Sessions, Vol. 53" | 3:37  |
| 12.            | "TQG"                                   | 3:19  |
| 13.            | "Acróstico"                             | 2:51  |
| 14.            | "Copa Vacía"                            | 2:54  |
| 15.            | "El Jefe"                               | 2:50  |
| 16.            | "Shakira: Bzrp Music Sessions, Vol. 53" | 3:36  |
| 17.            | "Puntería"                              | 3:09  |
| Celková délka: | Celková délka:                          | 51:13 |